# Mittheilungen über Gegenstände der Artillerie- und Kriegswissenschaften
Mittheilungen über Gegenstände der Artillerie- und Kriegswissenschaften waren von 1856 bis 1869 eine deutschsprachige militärische Fachzeitschrift in Österreich-Ungarn. Sie wurde vom K. K. Artillerie-Comité in Wien herausgegeben. Nachfolger waren 1870 die Mitteilungen über Gegenstände des Artillerie- und Geniewesens.